# (22252) 1978 SG
1978 أس جي (ويعرف أيضًا باسم (22252) 1978 أس جي وفق تسمية الكوكب الصغير) (بالإنجليزية: 1978 SG)‏ هو كويكب ضمن حزام الكويكبات؛ وترتيبه 22252 من حيث الاكتشاف.
اكتُشف هذا الجُرم الفلكي بواسطة ريتشارد مارتن ويست في 27 سبتمبر 1978.

## وصلات خارجية
- (22252) 1978 SG في قاعدة بيانات مختبر الدفع النفاث لأجرام النظام الشمسي الصغيرة

- الاكتشاف · مخطط المدار ·  العناصر المدارية · المعلمات المادية

- (22252) 1978 SG على موقع ويكي سكاي: DSS2, SDSS, GALEX, IRAS, Hydrogen α, X-Ray, Astrophoto, Sky Map, Articles and images